# Мандья (округ)
Мандья (каннада ಮಂಡ್ಯ ಜಿಲ್ಲೆ) — округ в індійському штаті Карнатака.